# Divina Inspiração
Divina Inspiração foi um grupo de pagode gospel formado em 1999, que teve como integrantes ilustres os futebolistas Marcelinho Carioca e Amaral.

## História
O sucesso do grupo foi impulsionado pelos jogadores Marcelinho Carioca e Amaral, que na época atuavam pelo Corinthians. A voz de Marcelinho pode ser ouvida em duas canções: “Olhos Espirituais” e “Só Você Pode Ensinar” e ele também era responsável pelo repique de mão, enquanto Amaral tocava pandeiro. O grupo contava ainda com jogadores de menor popularidade com os apelidos de Bira, do Taubaté, e Pelé, do Inter de Limeira. O vocalista e letrista era um pastor chamado Eliezer e o músico evangélico Toninho assumia o cavaquinho. Amaral foi quem escolheu o nome da banda.
Em apenas três semanas de lançamento do disco homônimo, os pagodeiros tiveram 120 mil cópias vendidas, que garantiram Disco de Ouro ao grupo.
O destaque do álbum foi a música "Olhos Espirituais", que foi apresentada em vários programas de TV, como Esporte Espetacular, Planeta Xuxa, e Domingão do Faustão, da TV Globo; Domingo Legal, Jô Soares Onze e Meia, Sabadão, Hebe e Programa do Ratinho, no SBT; Programa Raul Gil, Eliana & Alegria, Leão Livre e Sem Limites para Sonhar, na TV Record. Amaral acabou não comparecendo a alguns shows e apresentações do grupo, pois deixou o Corinthians e foi para o Vasco da Gama, que não o liberou para alguns compromissos.
Marcelinho deixou o grupo em novembro de 1999 e em dezembro do mesmo ano, na conquista do bicampeonato brasileiro do Corinthians, afirmou que estava deixando a carreira de pagodeiro gospel e a banda iria continuar sozinha.
Posteriormente, dois instrumentistas entraram com um processo por danos morais contra Marcelinho, afirmando que tinham sido enganados por ele.